# Guido della Scala
Guido della Scala fou fill natural de Mastino I della Scala. Fou canònic de Verona i rector de l'església de Sant Tomàs, arxipreste de la congregació del clergat veronès, i finalment bisbe de Verona el 1256, si bé no va posseir pacíficament el bisbat, ja que els Papes no van aprovar l'elecció i van nomenar altres bisbes. Va morir el 1275.